# Rio Ambato
O rio Ambato é um rio do Equador . Flui perto da cidade de Ambato . Ele deságua no rio Pastaza e, finalmente, através do Amazonas, no Oceano Atlântico.